# فريدي مور
فريدي مور (بالإنجليزية: Freddy Moore)‏ هو مغني وكاتب أغاني أمريكي، ولد في 19 يوليو 1950 في منيابولس في الولايات المتحدة.

## وصلات خارجية
- فريدي مور على موقع IMDb (الإنجليزية)
- فريدي مور على موقع ميوزك برينز (الإنجليزية)
- فريدي مور على موقع ديسكوغز (الإنجليزية)